# Taxi (schweizerische Band)
Die Gruppe Taxi wurde 1977 in Zürich speziell für eine Aufnahmesession gegründet. Kopf der Band war Dominique Grandjean, der Texte und Musik schrieb, sang und mehrere Instrumente spielte. 

## Werdegang
Im gleichen Jahr hat die Band die LP Es isch als gäb's mich nüme meh („Es ist, als gäbe es mich nicht mehr“) veröffentlicht. Es existierten aber nur 600 Exemplare, die von den Bandmitgliedern selbst vertrieben wurden. Die Band hatte kaum Erfolg und blieb weitgehend unbekannt.
Der Song Campari Soda gilt heute als Klassiker unter den Schweizer Mundartliedern. Grosse Bekanntheit erlangte der Titel aber erst durch die Coverversion von Stephan Eicher. Eine Wiederveröffentlichung des Originals von Taxi erreichte um den Jahreswechsel 2006/2007 Platz 3 der Schweizer Single-Charts.